# Colegio de Mena
El Colegio Menor de San Cosme y San Damián, conocido popularmente como Colegio de Mena, era uno de los centros educativos que integraron la antigua Universidad Cisneriana de Alcalá de Henares. Fundado en 1568 por el médico Fernando de Mena, y clausurado en 1759. El edificio en la actualidad son viviendas particulares.

## Historia
Fernando de Mena fundó mediante testamento, otorgado el 12 de julio de 1568, el Colegio menor de San Cosme y San Damián, denominado también como "de Mena". Estaba dedicado en honor a los santos Cosme y Damián, dos hermanos médicos cristianos, que fueron torturados y decapitados por orden de Diocleciano hacia el año 300 d. C.; siendo patronos de los médicos en general, y de los cirujanos en particular. El edificio se ubicó en la calle Libreros nº 46 de Alcalá de Henares.
Finalmente en 1759, por problemas económicos, acabó incorporándose al Colegio menor de San Clemente Mártir o de los Manchegos, y este, a su vez, al Colegio de los Verdes en 1779 con la reforma de Pedro Díaz de Rojas.
Fernando de Mena fue estudiante del Colegio menor de la Madre de Dios o de Teólogos de la Universidad de Alcalá, doctorándose en medicina en 1545. Desde ese año fue catedrático de medicina en dicha Universidad, hasta 1560 al ser nombrado médico de cámara de Felipe II, puesto que desempeñó hasta su muerte. Intervino en la consulta de la caída del príncipe don Carlos. Murió en Madrid en 1585; aunque algunos autores datan su fecha de fallecimiento en 1568.
El edificio fue declarado Patrimonio de la Humanidad en 1998, como parte de la Universidad de Alcalá y del recinto histórico de Alcalá de Henares.

## Edificio

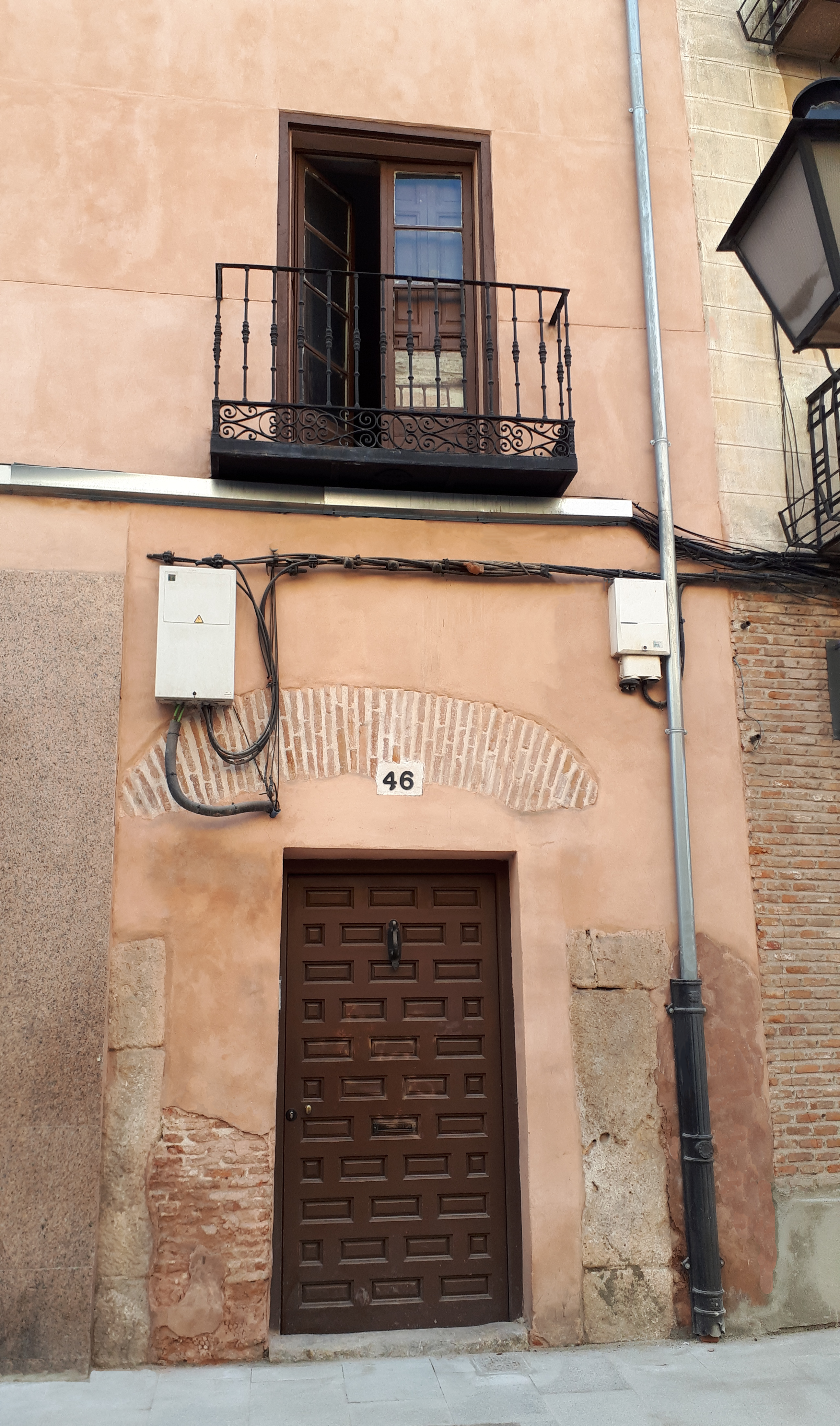
Pórtico del Colegio de Mena.

Era un colegio menor secular en Alcalá de Henares, del que actualmente sólo quedan algunos restos de elementos arquitectónicos, como el pórtico y parte del patio interior. La fábrica de la obra es de ladrillo, sobre un  zócalo de sillares de piedra en la fachada. El edificio es de tres alturas, sin ornamentos, y se cierra con un patio posterior. Un escudo heráldico del cardenal Cisneros decora el patio. Hoy en día es una comunidad de vecinos y un local comercial.

## Colegiales
La finalidad de fundador era facilitar mediante becas el estudio de la medicina, aunque también hubo estudiantes de derecho canónico. Inicialmente dotó de tres colegiaturas para tres sobrinos, con la posibilidad de incrementarlas, según crecieran las rentas, hasta llegar a un máximo de ocho. El patronato lo ejercía el cabildo de la Magistral complutense, según constaba en sus actas de 18 de marzo de 1589. Sus constituciones y estatutos se redactaron, después de fallecer el fundador, por el prepósito de la Compañía de Jesús en Alcalá. En ellas se estipula la creación de 6 becas para colegiales, 2 familiares y 1 cocinero. Las becas estaban destinadas a sus parientes y, en su defecto, a los naturales de Socuéllamos o su comarca.